# شاهين أباد (أرومية)
شاهين‌ أباد هي قرية في مقاطعة أرومية، إيران. عدد سكان هذه القرية هو 222 في سنة 2006.